# Sary-Talaa (Batken)
Sary-Talaa (kirgisisch Сары-Талаа) ist ein Dorf in Kirgisistan mit – Stand 2021 – 567 Einwohnern.

## Geographie
Das Dorf liegt im Rajon Batken des Oblus Batken. Es ist der Landgemeinde Daryja untergeordnet. Es liegt 63 Kilometer von Batken entfernt.

## Bevölkerung
| Jahr | Einwohner |
| ---- | --------- |
| 2002 | 481       |
| 2009 | 394       |
| 2021 | 567       |